# Hang động Harmanecká
Hang động Harmanecká (còn gọi là Hang Harmanec, tiếng Slovakia: Harmanecká jaskyňa) là một trong những hang động thạch nhũ nổi tiếng ở miền Trung Slovakia. Hang động này nằm trên một ngọn đồi ở dãy núi Kremnica (Kremnické vrchy), gần làng Harmanec và cách thành phố Banská Bystrica khoảng 16 km về phía Đông Nam. Hang động Harmanecká bắt đầu chào đón du khách từ năm 1950, và đến năm 1972 thì được đăng ký là di tích thiên nhiên cấp quốc gia.

## Mô tả
Hang động Harmanecká chủ yếu được hình thành từ đá vôi có niên đại khoảng 220 triệu năm trước. Lối vào hang động nằm ở độ cao 821 mét so với mực nước biển. Trong tổng chiều dài hang là 3.123 mét, du khách có thể tham quan một phần hang động dài khoảng 1.020 mét. Nhiệt độ không khí trong hang thường dao động từ từ 5,8 °C đến 6,4 °C.

## Lịch sử
Hang động Harmanecká đã được người dân địa phương biết đến từ lâu. Nơi đây thường được nhiều người sử dụng làm nơi trú ẩn mỗi khi gặp thời tiết xấu. Vào tháng 6 năm 1932, Michal Bacúrik (18 tuổi) là người phát hiện ra hang động này. Lúc Michal khảo sát lối vào, anh đã phát hiện thấy một khe nứt. Qua khe nứt này, anh cảm nhận được một luồng gió mạnh cùng những con dơi đang bay. Điều này giúp anh phát hiện được những không gian trống nằm trong hang động. Kể từ đó, Michal cũng như các nhà thám hiểm khác đã tiếp tục đào và cải tạo thêm những khoảng không gian khác bên trong hang động.

## Hệ động vật
Hang động Harmanecká là nơi sinh sống của nhiều loài động vật khác nhau, nhưng phổ biến nhất vẫn là dơi. Cho đến ngày nay, 10 loài dơi khác nhau đã được tìm thấy trong hang động này. Có thể kể đến một số loài dơi như: Rhinolophus ferrumequinum, Rhinolophus hipposideros, Myotis myotis, Myotis mystacinus, hay Myotis emarginatus. Động vật không xương sống cũng có khả năng được tìm thấy trong khu vực dưới lòng đất của hang động.